# Lijst van Europarlementariërs voor NSC
Een overzicht van leden van het Europees Parlement voor Nieuw Sociaal Contract (NSC).
| Europees Parlementslid | Begindatum   | Einddatum |
| ---------------------- | ------------ | --------- |
| Dirk Gotink            | 16 juli 2024 |           |